# Fight Fair
Fight Fair ist eine US-amerikanische Pop-Punk-Band aus San Diego, Kalifornien. Im Jahr 2008 veröffentlichten sie ihre erste EP namens Settle the Score. 2010 folgte mit California Kicks ihr erstes Album. Sie sind beim New Yorker Plattenlabel Triple Crown Records unter Vertrag.

## Geschichte
Die fünf Bandmitglieder trafen sich zum ersten Mal, während sie die San Diego State University besuchten. Zu dem Zeitpunkt hatten alle Fünf schon Band-Erfahrung während ihrer High-Schoolzeit gesammelt.
Sie trafen sich auf einigen Partys und beschlossen, ihre verschiedenen musikalischen Einflüsse in einer neuen Band zusammenzubringen.
Nachdem sie sich in der Szene von San Diego gefestigt hatten, nahmen sie die acht Songs umfassende EP Settle the Score auf, die sie anfangs selbst verbreiteten. Später nahm Triple Crown Records die Band unter Vertrag, nachdem die Anzahl der Klicks auf ihrer MySpace-Seite eine eindrucksvolle Menge erreichten.
Nach einigen Touren entschloss sich die Band dazu, mit den Produzenten Mike Green und Brian Grider ihr erstes richtiges Album, California Kicks, aufzunehmen. Im Frühjahr 2011 folgte die nächste EP mit dem Titel Broken.

## Stil
Im Stil von Fight Fair lassen sich einige verschiedene Einflüsse entdecken. The Beach Boys, The Descendents, blink-182 und Infest hatten Einfluss auf die Band. Auf ihrem Album California Kicks kam die Pop-Seite der Band stärker zum Vorschein.

## Diskografie

### EPs
- 2008: Settle the Score
- 2011: Broken

### Alben
- 2010: California Kicks